# Kő-pataki-tó
A Kő-pataki-tó (szlovákul Skalnaté pleso) a Magas-Tátrában a Kő-pataki-völgy alsó részének morénái között, 1754 m tengerszint feletti magasságban található. Területe 1,23 ha, mélysége 2 m. 1937-ben kezdett különböző mentési munkák ellenére vízszintje nagyon változó és a tó megszűnőben van. Ehhez bizonyára jelentősen hozzájárultak a környező építkezések. 
Magyar és német nevét a Kő-patak szerint kapta. Szlovák neve Skalnaté pleso (Köves-tó) a völgy mai nevéből indul ki (lásd a Kő-pataki-völgy leírását). A lengyel név viszont a völgy régebbi – a leghelyesebb – nevéből indul ki Dolina Łomnicka (Lomnici-völgy) és a tó ennek megfelelően Łomnicki Staw (Lomnici-tó).

## Képek

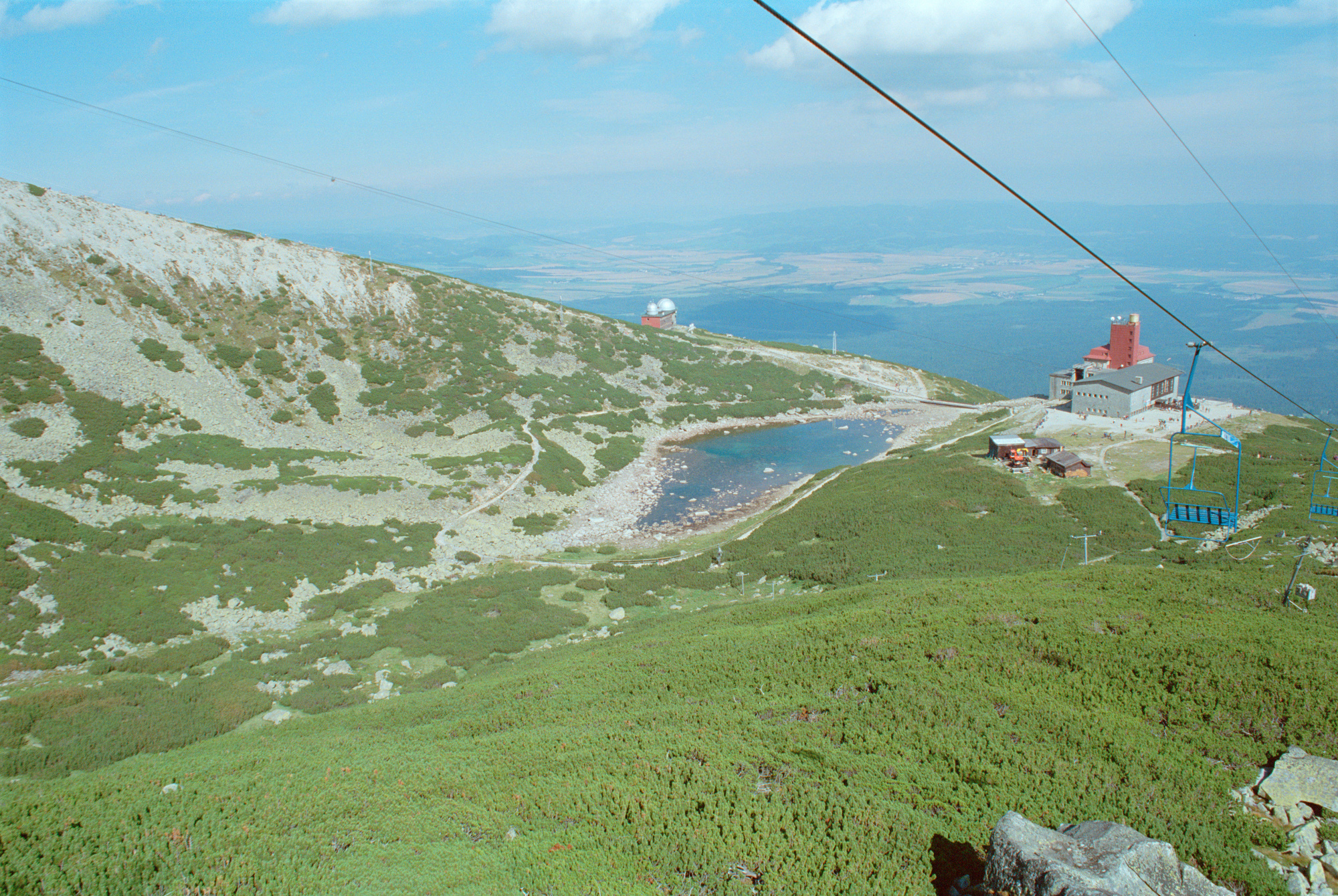
Néha a tó szinte kiszárad...
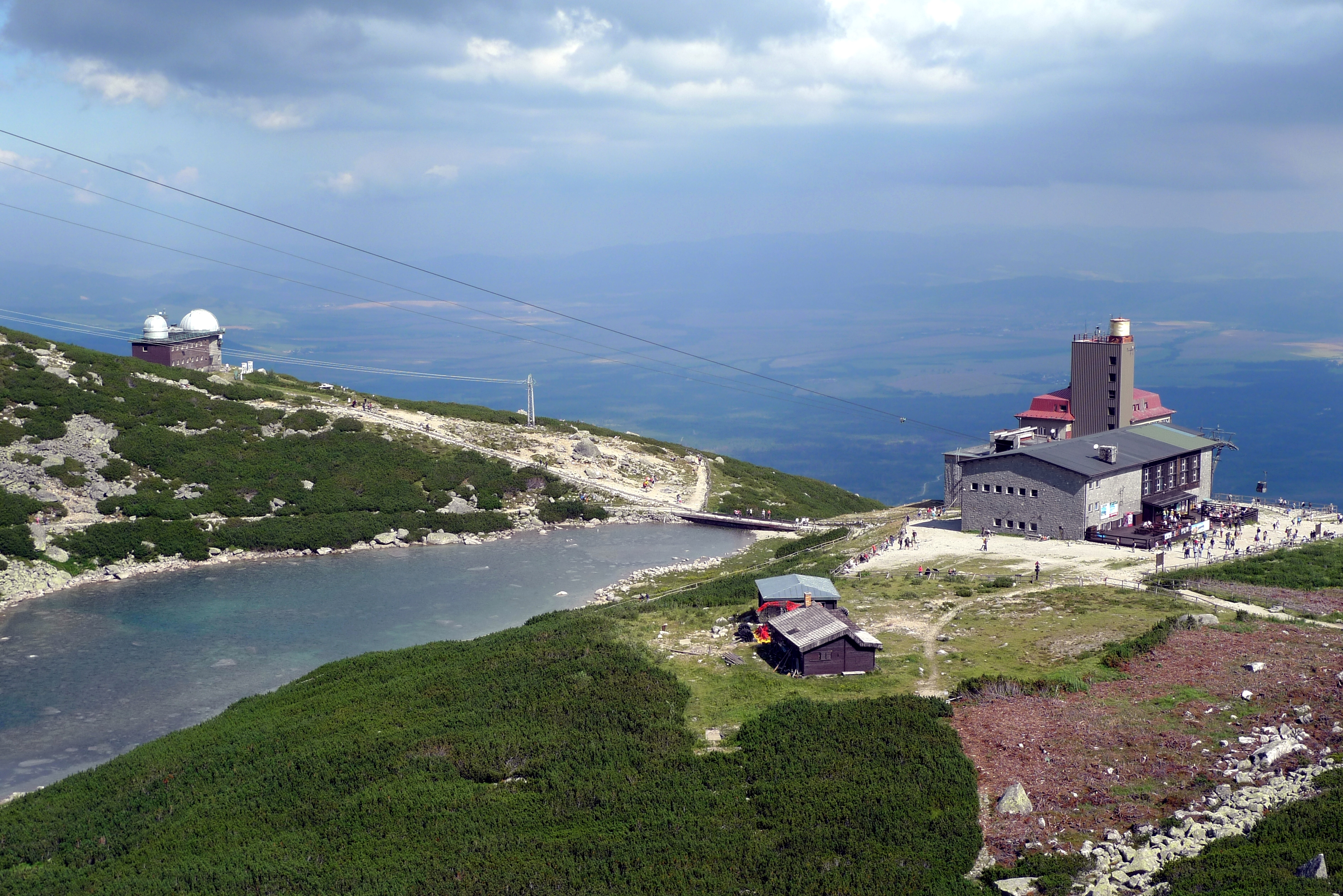
...azután ismét megtelik
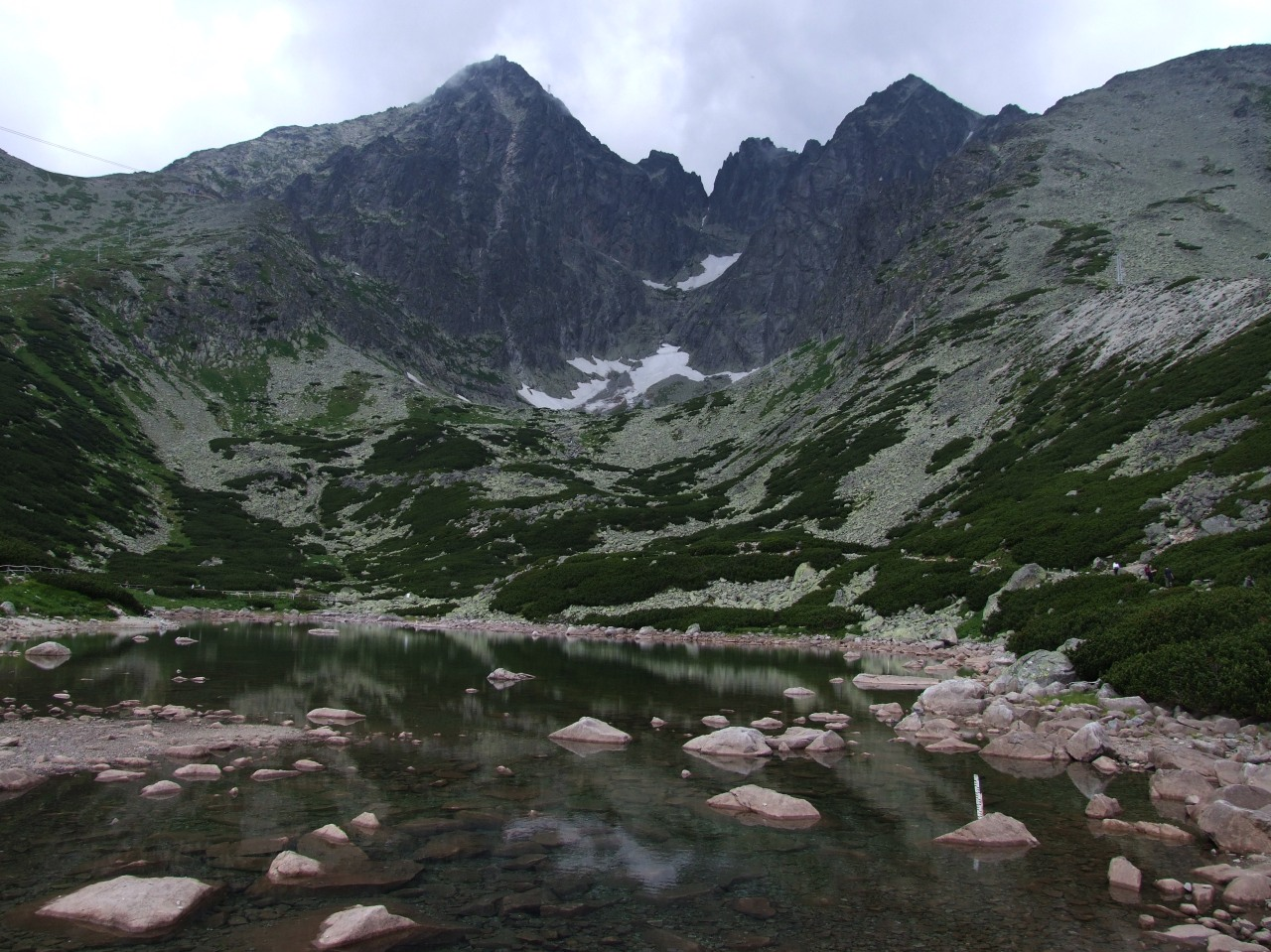
A Kő-pataki-tó, háttérben a Lomnici-csúcs és a Késmárki-csúcs
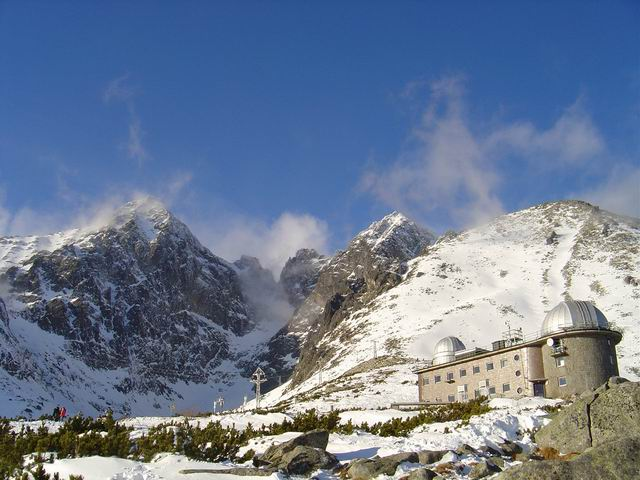
Obszervatórium a Kő-pataki-tónál
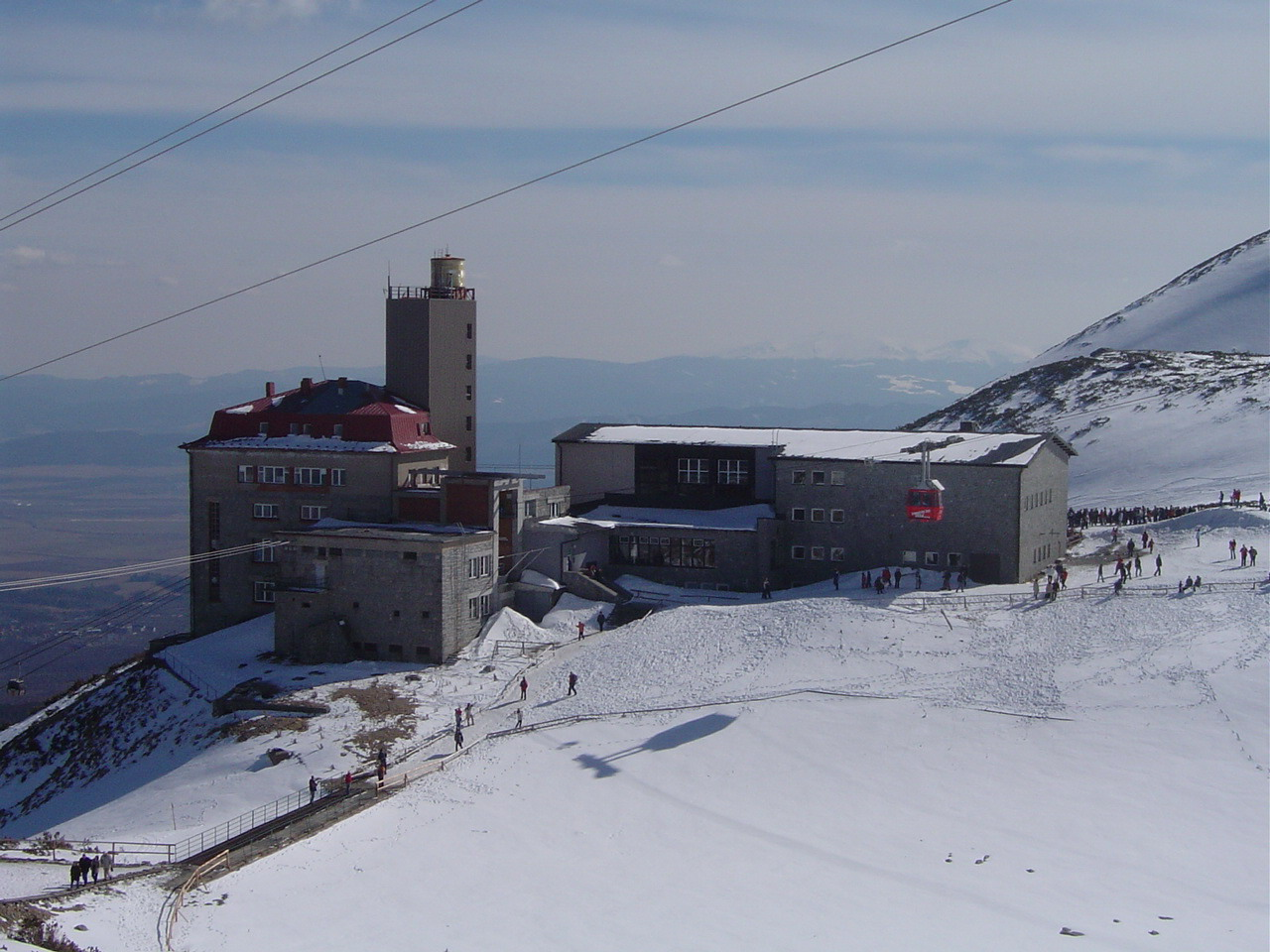
Lanovkaállomás, szálloda és sícentrum a Kő-pataki-tónál